# Закойца
Закойца (словен. Zakojca) — поселення в общині Церкно, Регіон Горішка, Словенія. Висота над рівнем моря: 708 м. Назва походить від назви гори Койца (словен. Kojca), назва означає «за гору Койца». 